# Собат
Собат (на английски: Sobat River; на арабски: نهر السوباط) е река в Южен Судан. Тя е най-южният от големите десни притоци на Бели Нил. Образува се от сливането на течащата в западна посока река Баро и течащата в северна посока река Пибор. Те сиват водите си близо до границата с Етиопия. Самият Собат се влива в Бели Нил в подножието на връх Долиеб, който се намира близо до град Малакал.
Собат и притоците му отводняват около 225 000 км2. Средното годишно отводняване на реката е 412 м³/с.